# 赤い関係
『赤い関係』（あかいかんけい）は、1982年8月30日～11月5日にTBS「花王 愛の劇場」枠にて放送された昼ドラマである。テレビ映画。全50回。

## 概要
平和だった家庭が夫の浮気が引き起こした事件によって崩壊するが、妻の献身で再生に向かう課程を描くサスペンスメロドラマ。劇伴担当のクラリネット奏者藤家虹児がカフェのマスター役で出演した。

## 物語
村田昌子は夫邦彦と一人息子の明夫、姑ときえと社宅に暮らす平凡な主婦である。邦彦は中堅鉄工会社の営業職を務め、成果を上げて社長表彰を受けた。夫婦同伴の受賞パーティが終わり、二次会を出た邦彦はバーのマダム、リエのマンションを訪れた。深い仲だったリエとの関係を断ちたいと手切れ金を渡そうとするが、激昂するリエともみ合ううち、リエの爪が手首に食い込み傷を負う。翌朝、リエの絞殺体が発見された。リエのバーのホステス、桂子からマンションを出る邦彦を見たとの証言を得た警察は、邦彦を重要容疑者として拘束した。事件が報道され、昌子の身辺はにわかに慌ただしくなってゆく。

## キャスト
- 村田昌子 ………… 大空眞弓
- 村田邦彦 ………… 竜崎勝
- 村田ときえ ……… 星美智子
- 村田明夫 ………… 田中康徳
- 梅沢刑事 ………… 速水亮
- 秋山刑事 ………… 左右田一平
- 太川 ……………… 菅貫太郎
- 荒木課長 ………… 田口計
- 荒木の妻 ………… 目黒幸子
- 永井リエ ………… 一の瀬玲奈
- 風早 ……………… 牧村泉三郎
- 風早の母 ………… 福田公子
- 早川ふみ ………… 三戸部スエ
- 佐野 ……………… 鶴田忍
- 桂子 ……………… 日高なぎさ
- 小原光子 ………… 青山京子
- マスター ………… 藤家虹児
- 小泉社長 ………… 伊豆肇
- 裁判長 …………… 稲垣昭三
- 検察官 …………… 山口嘉三
- 弁護士 …………… 長沢大
- 刑事課長 ………… 武内文平
- 刑事 ……………… 灰地順
- 刑事 ……………… 小川隆一
- 刑事 ……………… 三上剛
- 刑事 ……………… 福田信昭
- 警官 ……………… 江藤漢
- 校長 ……………… 真弓田一夫
- 裕子 ……………… 横山香里
- 竹内 ……………… 岩倉高子
- 綾子 ……………… 千葉裕子
- ホステス ………… 石井ゆき
- 営業部長 ………… 久遠利三
- 不動産屋 ………… 奥野匡
- 和菓子屋 ………… 飯田和平
- 易者 ……………… 菅沼赫
- チンピラ ………… 中村銀次
- ナレーター ……… 市原悦子

## スタッフ
- 脚本 ：岡本克己
- 監督 ：高橋繁男 、香月敏郎
- 音楽 ：藤家虹児
- プロデューサー : 堀貞雄、鈴木一男(東京映画)、井上博(TBS)
- 制作 : 東京映画 、TBS

## 主題歌
- 『愛さまざま』　(CBSソニー)
  - 作詞：石坂まさを
  - 作曲：藤家虹児
  - 編曲：若草恵
  - 歌：金井克子

## 参考資料
- 「赤い関係」シナリオ決定稿
- 「テレビジョンドラマ」（放送映画出版）